# Elaphoglossum pteropus
Elaphoglossum pteropus é uma espécie de planta do gênero Elaphoglossum e da família Dryopteridaceae.

## Taxonomia
A espécie foi descrita em 1905 por Carl Christensen.

## Forma de vida
É uma espécie epífita e herbácea.

## Descrição
| Caule                         | Caule                                          |
| ----------------------------- | ---------------------------------------------- |
| porte                         | curto rastejante                               |
| escama - cor                  | pardo                                          |
| escama - tipo                 | concolor                                       |
| escama - margem               | inteira                                        |
| Folha                         |                                                |
| filopódio                     | presente                                       |
| posição                       | aproximada                                     |
| divisão                       | simples                                        |
| lâmina formato                | amplamente elíptica                            |
| lâmina base                   | decurrente desde abruptamente contraída lâmina |
| lâmina ápice                  | acuminado                                      |
| apical gema                   | ausente                                        |
| glandular tricoma             | ausente                                        |
| nervura                       | livre                                          |
| hidatódio                     | ausente                                        |
| lâmina escama densidade       | glabrescente                                   |
| laminar margem escama formato | glabro                                         |
| costal escama formato         | glabro                                         |
| fértil folha                  | mais longa que estéril/mais curta que estéril  |

## Conservação
A espécie faz parte da Lista Vermelha das espécies ameaçadas do estado do Espírito Santo, no sudeste do Brasil. A lista foi publicada em 13 de junho de 2005 por intermédio do decreto estadual nº 1.499-R.

## Distribuição
A espécie é encontrada nos estados brasileiros de Amapá e Bahia.
A espécie é encontrada nos  domínios fitogeográficos de Floresta Amazônica e Mata Atlântica, em regiões com vegetação de floresta ombrófila pluvial e restinga.